# カイル・ウォーカー
カイル・アンドリュー・ウォーカー（Kyle Andrew Walker, 1990年5月28日 - ）は、イングランド・シェフィールド出身のサッカー選手。バーンリーFC所属。イングランド代表。ポジションはDF。

## 経歴

### 下積み・レンタル時代
1997年からイングランドのシェフィールド・ユナイテッドFCのユースチームでキャリアをスタートさせ、2008年にトップチーム昇格した。11月、ノーサンプトン・タウンFCにレンタル移籍し、15日にオールダム・アスレティックAFC戦でデビューした。その後シェフィールドに戻り、2009年1月13日、FAカップのレイトン・オリエントFC戦でデビューを果たした。
2009年7月、トッテナム・ホットスパーFCに移籍した。その後、クイーンズ・パーク・レンジャーズFC、アストン・ヴィラFCにレンタル移籍した。

### トッテナム・ホットスパー
2011-12シーズンよりトッテナム・ホットスパーFCに復帰。2012年3月17日、FAカップ準々決勝のボルトン・ワンダラーズ戦では、ガレス・ベイルのクロスボールに反応し11分に先制ゴールを記録した。プレミアリーグでは37試合に出場して2得点、1アシストを記録し、 PFA年間ベストイレブンやPFA年間最優秀若手選手賞に選出される活躍を見せた。
2012-13シーズンはリーグ戦は36試合、UEFAヨーロッパリーグやFAカップなどを含めると全50試合に出場しチーム内最多の出場数となった。
2013-14シーズンからは、背番号を28番から2番に変更。プレミアリーグ第13節のマンチェスター・ユナイテッドFC戦では、得意の直接フリーキックで先制点を奪う活躍を見せた。第23節のマンチェスター・シティFC戦では後半から右サイドハーフのポジションを務めた。12月18日のフットボールリーグカップの5回戦アストン・ヴィラ戦では、自身プロ入り初となるキャプテンマークを巻いて出場した。
2016-17シーズンは安定したパフォーマンスを見せ、プレミアリーグ(PFA)の年間ベスト11に選ばれた。

### マンチェスター・シティ

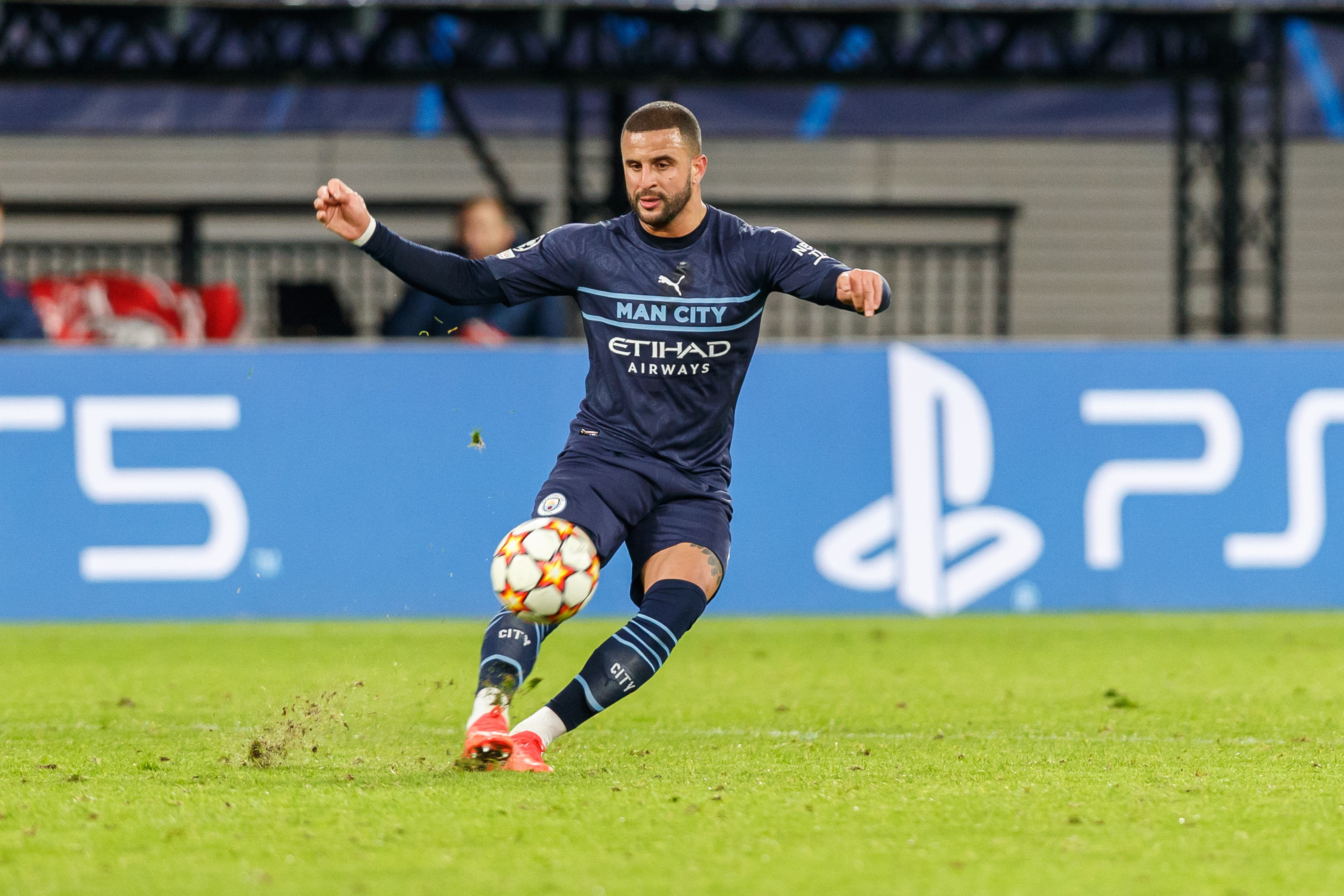
マンチェスター・シティFCでのウォーカー（2021年）

2017年7月14日、マンチェスター・シティFCと5年契約を結び、背番号は2番であることが発表された。2017-18シーズンのシティの優勝に貢献したことが評価され、移籍後は初のPFA年間ベストイレブンに選ばれた。
2019年6月19日、マンチェスター・シティFCとの契約を2024年まで延長したことが発表された。2019年11月6日のチャンピオンズリーグ、グループステージのアタランタBC戦では、エデルソンの負傷交代、その後出場した控えGKのクラウディオ・ブラーボの退場により急遽GKを務め10分間プレー、ルスラン・マリノフスキーの直接FKをストップするなど無失点で終えた。
2023-24シーズン、リーグ戦32試合に出場、プレミアリーグ史上初のリーグ戦4連覇という歴史的快挙に貢献した。
ACミラン
2025年1月24日、ACミランへ2025年6月30日まで買取オプション付きローン移籍。2025年2月2日、セリエA第23節インテル戦にてスタメンフル出場、ミランデビューを果たす。2025年4月8日、右肘を骨折。肘頭骨接合術を受けたことにより離脱することになった。4月27日、セリエA第34節ヴェネツィア戦にて後半71分、負傷したアレックス・ヒメネスと交代で途中出場、戦列復帰した。シーズン終了後、買取オプションは行使されず退団となった。

### バーンリー
2025年7月5日、プレミアリーグに復帰したバーンリーFCに2年契約で加入した。

## 代表

### 世代別代表
2009年2月4日、まだリーグ戦でプレーしていないにもかかわらず、U-19イングランド代表に初招集された。U-21イングランド代表としてUEFA U-21欧州選手権2011に出場した。

### A代表
2011年11月12日のスペイン代表戦、スコット・パーカーと交代でA代表デビューした。11月15日のスウェーデン代表戦では、代表で自身初の先発フル出場、マン・オブ・ザ・マッチに選ばれたが、怪我のため、翌2012年に行われたUEFA EURO 2012への出場を逃した。
2014 FIFAワールドカップのヨーロッパ予選にも出場、本戦出場権獲得に貢献した。
2016年、UEFA EURO 2016のメンバーに選出され、3試合に出場した。
2018年、2018 FIFAワールドカップのメンバーに選出され、出場した。2020年9月5日のUEFAネーションズリーグ、アイスランド戦ではイングランドの選手としてはラヒーム・スターリング以来4年振りとなる退場処分となった。
2023年9月9日、UEFA EURO 2024予選のウクライナ代表戦で得点を記録した。代表77試合目の出場での初ゴールとなり、77試合目での初ゴールはイングランド代表史上最長記録となった。

## プレースタイル
対人守備において圧倒的な強さを誇り、世界最高のサイドバックの1人と称される。
183cm, 85kgの強靭なフィジカルと最高時速37.31kmの圧倒的なスピードを併せ持つ。
ネイマールやエデン・アザールをはじめとする数多くのドリブラーが「対戦した中で最も苦戦した選手」としてウォーカーの名を挙げている。
マンチェスター・シティ移籍後は監督であるペップ・グアルディオラの指導により現代的なサイドバックへと進化。攻撃時には積極的にオーバラップを行い、質の高いクロスを供給する。試合中は常に上下動を繰り返し、守備はもちろん攻撃においても大いに貢献することができる。

## 私生活
2020年新型コロナウイルスの影響でプレミアリーグが中断し、イギリス国内でもロックダウンが実施されている中で度々、イギリス政府が定めた外出禁止令を破ったことが問題になった。
バーで下半身を露出するなど度々警察の捜査も受けている。
2024年10月には妻から離婚を申請された。

## 個人成績

### クラブ
2025年1月25日現在
| クラブ                                  | シーズン | リーグ             | リーグ | リーグ | カップ | カップ | リーグカップ | リーグカップ | 国際大会 | 国際大会 | その他 | その他 | 通算 | 通算 |
| クラブ                                  | シーズン | ディビジョン       | 出場   | 得点   | 出場   | 得点   | 出場         | 得点         | 出場     | 得点     | 出場   | 得点   | 出場 | 得点 |
| --------------------------------------- | -------- | ------------------ | ------ | ------ | ------ | ------ | ------------ | ------------ | -------- | -------- | ------ | ------ | ---- | ---- |
| シェフィールド・ユナイテッド            | 2008-09  | チャンピオンシップ | 2      | 0      | 2      | 0      | 0            | 0            | —        | —        | 3      | 0      | 7    | 0    |
| ノーサンプトン・タウン (loan)           | 2008-09  | リーグ1            | 9      | 0      | —      | —      | —            | —            | —        | —        | —      | —      | 9    | 0    |
| トッテナム・ホットスパー                | 2009-10  | プレミアリーグ     | 2      | 0      | —      | —      | —            | —            | —        | —        | —      | —      | 2    | 0    |
| トッテナム・ホットスパー                | 2010-11  | プレミアリーグ     | 1      | 0      | —      | —      | —            | —            | 0        | 0        | —      | —      | 1    | 0    |
| トッテナム・ホットスパー                | 2011-12  | プレミアリーグ     | 37     | 2      | 5      | 0      | 0            | 0            | 5        | 0        | —      | —      | 47   | 2    |
| トッテナム・ホットスパー                | 2012-13  | プレミアリーグ     | 36     | 0      | 1      | 0      | 2            | 0            | 11       | 0        | —      | —      | 50   | 0    |
| トッテナム・ホットスパー                | 2013-14  | プレミアリーグ     | 26     | 1      | 1      | 0      | 3            | 0            | 4        | 0        | —      | —      | 34   | 1    |
| トッテナム・ホットスパー                | 2014-15  | プレミアリーグ     | 15     | 0      | 0      | 0      | 3            | 0            | 3        | 0        | —      | —      | 21   | 0    |
| トッテナム・ホットスパー                | 2015-16  | プレミアリーグ     | 33     | 1      | 2      | 0      | 0            | 0            | 0        | 0        | —      | —      | 35   | 1    |
| トッテナム・ホットスパー                | 2016-17  | プレミアリーグ     | 33     | 0      | 1      | 0      | 0            | 0            | 5        | 0        | —      | —      | 39   | 0    |
| トッテナム・ホットスパー                | 通算     | 通算               | 183    | 4      | 10     | 0      | 8            | 0            | 28       | 0        | —      | —      | 233  | 4    |
| シェフィールド・ユナイテッド (loan)     | 2009-10  | チャンピオンシップ | 26     | 0      | 2      | 0      | —            | —            | —        | —        | —      | —      | 28   | 0    |
| クイーンズ・パーク・レンジャーズ (loan) | 2010-11  | チャンピオンシップ | 20     | 0      | —      | —      | —            | —            | —        | —        | —      | —      | 20   | 0    |
| アストン・ヴィラ (loan)                 | 2010-11  | プレミアリーグ     | 15     | 1      | 3      | 1      | —            | —            | —        | —        | —      | —      | 18   | 2    |
| マンチェスター・シティ                  | 2017-18  | プレミアリーグ     | 32     | 0      | 3      | 0      | 6            | 0            | 7        | 0        | —      | —      | 48   | 0    |
| マンチェスター・シティ                  | 2018-19  | プレミアリーグ     | 33     | 1      | 5      | 0      | 3            | 1            | 10       | 0        | 1      | 0      | 52   | 2    |
| マンチェスター・シティ                  | 2019-20  | プレミアリーグ     | 29     | 1      | 2      | 0      | 4            | 0            | 6        | 0        | 1      | 0      | 42   | 1    |
| マンチェスター・シティ                  | 2020-21  | プレミアリーグ     | 24     | 1      | 3      | 1      | 4            | 0            | 11       | 0        | —      | —      | 42   | 2    |
| マンチェスター・シティ                  | 2021-22  | プレミアリーグ     | 20     | 0      | 3      | 0      | 1            | 0            | 7        | 1        | 0      | 0      | 31   | 1    |
| マンチェスター・シティ                  | 2022-23  | プレミアリーグ     | 27     | 0      | 6      | 0      | 1            | 0            | 5        | 0        | 1      | 0      | 39   | 0    |
| マンチェスター・シティ                  | 22023-24 | プレミアリーグ     | 32     | 0      | 6      | 0      | 0            | 0            | 9        | 0        | 0      | 0      | 47   | 0    |
| マンチェスター・シティ                  | 2024-25  | プレミアリーグ     | 15     | 0      | 0      | 0      | 1            | 0            | 2        | 0        | 0      | 0      | 18   | 0    |
| マンチェスター・シティ                  | 通算     | 通算               | 212    | 3      | 28     | 1      | 20           | 1            | 57       | 1        | 3      | 0      | 319  | 6    |
| ACミラン (loan)                         | 2024-25  | セリエA            | 11     | 0      | 3      | 0      | 0            | 0            | 2        | 0        | —      | —      | 16   | 0    |
| 総通算                                  | 総通算   | 総通算             | 478    | 8      | 48     | 2      | 28           | 1            | 87       | 1        | 6      | 0      | 650  | 12   |

## 代表歴

### 出場大会
- U-19イングランド代表
  - 2009年 - UEFA U-19欧州選手権
- U-21イングランド代表
  - 2011年 - UEFA U-21欧州選手権
- イングランド代表
  - 2016年 - UEFA EURO 2016
  - 2018年 - 2018 FIFAワールドカップ
  - 2018年 - UEFAネーションズリーグ2018-19
  - 2020年 - UEFAネーションズリーグ2020-21
  - 2021年 - UEFA EURO 2020 (準優勝) (ベストイレブン)

### 試合数
- 国際Aマッチ 95試合 1得点（2011年-）[43]

2025年5月25日現在
| イングランド代表 | 国際Aマッチ | 国際Aマッチ |
| 年               | 出場        | 得点        |
| ---------------- | ----------- | ----------- |
| 2011             | 2           | 0           |
| 2012             | 2           | 0           |
| 2013             | 6           | 0           |
| 2015             | 3           | 0           |
| 2016             | 10          | 0           |
| 2017             | 9           | 0           |
| 2018             | 12          | 0           |
| 2019             | 4           | 0           |
| 2020             | 5           | 0           |
| 2021             | 12          | 0           |
| 2022             | 8           | 0           |
| 2023             | 8           | 1           |
| 2024             | 12          | 0           |
| 2025             | 2           | 0           |
| 通算             | 95          | 1           |

## タイトル

### クラブ
クイーンズパーク
- フットボールリーグ : 2010-11

マンチェスター・シティ
- プレミアリーグ：5回 (2017-18, 2018-19, 2020-21,2021-22, 2022-23,2023-24)
- FAカップ：2回 (2018-19, 2022-23)
- EFLカップ：4回（2017-18, 2018-19, 2019-20, 2020-21）
- コミュニティ・シールド：2回（2018, 2019）
- UEFAチャンピオンズリーグ：1回（2022-23）
- UEFAスーパーカップ：1回（2023）

### 個人
- PFA年間最優秀若手選手賞：2011-12
- PFA年間ベストイレブン：3回（2012, 2017, 2018）
- UEFA EURO 2020大会ベストイレブン : 2021